# Philip le Despenser (1313-1349)
Pour les articles homonymes, voir Philip le Despenser.
Philip le Despenser (6 avril 1313 – 23 avril 1349) est un membre de la noblesse anglaise du XIVe siècle.

## Biographie
Né le 6 avril 1313, peut-être dans le Lincolnshire, Philip le Despenser est l'unique enfant de Philip le Despenser et de Margaret Goushill. Son père meurt prématurément le 24 septembre suivant. On ignore l'enfance de Philip, mais il est possible qu'il ait été élevé par sa mère et son beau-père John de Ros, 1er baron Ros. 
Par ailleurs, aucune trace dans les archives contemporaines ne permet de prouver que Philip a bénéficié de quelconques faveurs lorsque son grand-père paternel Hugues le Despenser, 1er comte de Winchester, et son oncle Hugues usent entre 1322 et 1326 de leur position de favoris du roi Édouard II pour s'enrichir.
Philip le Despenser épouse à une date inconnue Joan Cobham, une des filles de John de Cobham, 2e baron Cobham. Après avoir eu deux enfants avec son épouse, il meurt le 23 avril 1349, à seulement 36 ans. L'ensemble des possessions qu'il détenait dans le Lincolnshire et le Yorkshire est alors hérité par son fils Philip.

## Descendance
De son mariage avec Joan Cobham, Philip le Despenser a deux enfants :
- Philip le Despenser (18 octobre 1342 – 4 août 1401), 1er baron le Despenser, épouse une certaine Elizabeth ;
- Hawise le Despenser (vers 1345 – 10 avril 1414), épouse Andrew Luttrell.